# Falcon (bière)

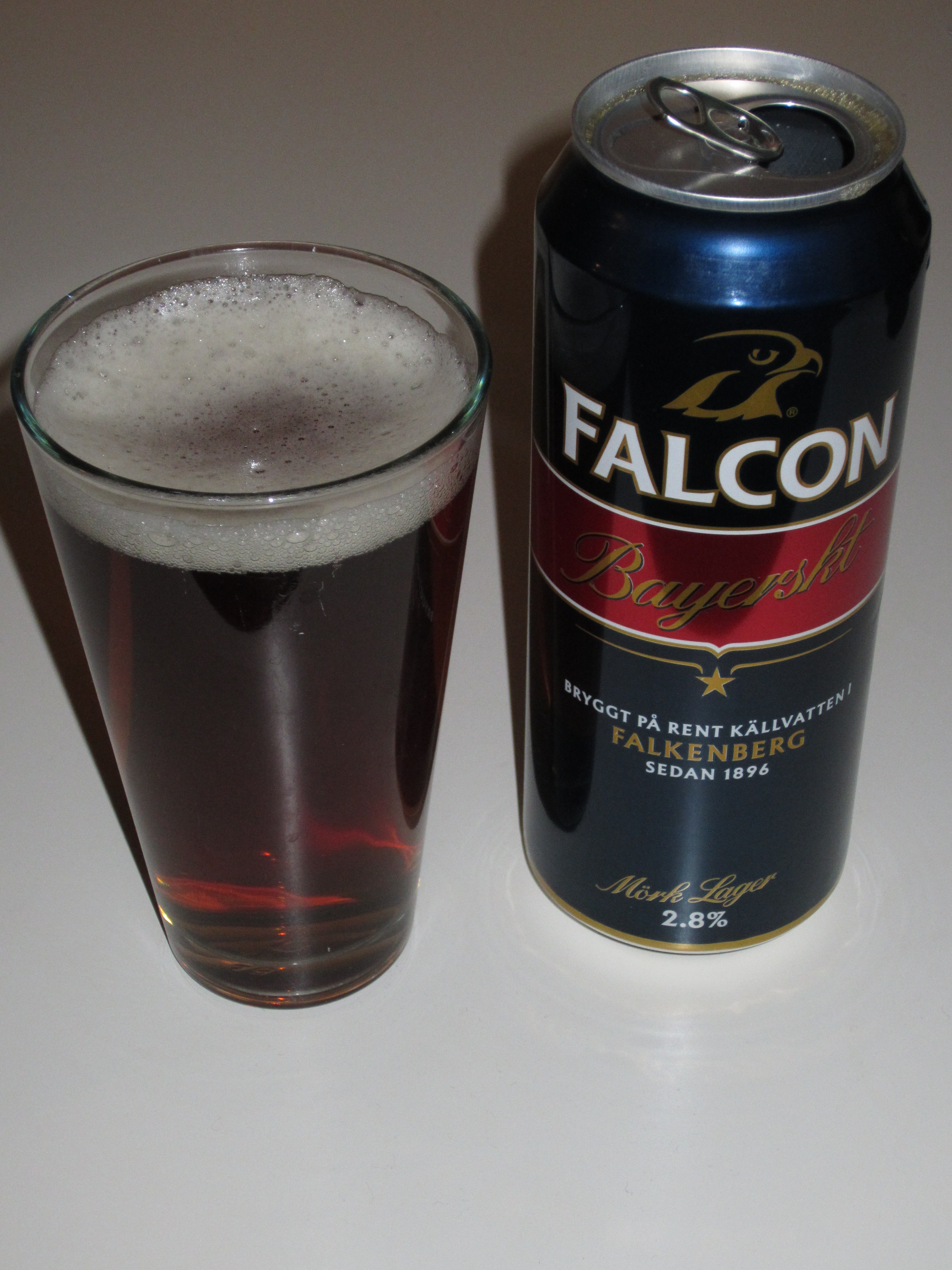
Une bière de marque Falcon.

Falcon est une brasserie située à Falkenberg en Suède, ainsi qu'une marque de bière suédoise. Le site et la marque appartiennent aujourd'hui (2012) à Carlsberg Suède, la filiale suédoise du danois Carlsberg.

## Histoire
La brasserie Falcon est fondée en 1896 sous le nom de Brasserie Falken (suédois : Bryggeri AB Falken) par le maitre brasseur John Laurentius Skantze (1872-1944). Il choisit le site de Falkenberg en raison de la présence d'investisseurs locaux, et pour la qualité et l'abondance de son eau. C'est en 1955 que la marque Falcon est utilisée pour la première fois pour nommer une bière.
Après une longue période de croissance, Falken fait face en 1977 à une situation difficile et passe sous le contrôle de Pripps, avant d'être fusionnée avec Sandwalls, une brasserie située à Borås. Le siège social du nouveau groupe s'installe tout d'abord à Borås, tandis que la production se concentre petit à petit sur le site de Falkenberg. Pendant l'hiver 1986-1987, le siège social est finalement rapatrié à Falkenberg.
Pripps est alors sous contrôle de l'état suédois, puis de Volvo, au travers de la holding Procordia qui décide en 1985 de découper Falken en deux sociétés distinctes : Falken, qui conserve l'activité de production, et Falcon, responsable de la distribution et de la vente. En 1994, les deux sociétés sont toutefois à nouveau réunies sous le nom de Falcon.
En 1989, Falcon fusionne avec les Brasseries Till situées à Östersund, avant de passer en 1996 sous le contrôle du danois Carlsberg. En 2001, Carlberg fusionne avec Pripps-Ringnes, résultat de la fusion de Pripps et du norvégien Ringnes. Les suédois Pripps et Falcon fusionnent alors pour donner naissance à Carlsberg Suède.

## Falcon aujourd'hui
Les brasseries Pripps de Göteborg et Bromma ayant fermé leurs portes dans le courant des années 2000, Falkenberg est aujourd'hui (2012) l'unique site de production de bière de Carlsberg Suède.
Carlsberg continue à produire et à introduire des bières portant la marque Falcon. En 2012, la bière Falcon Export était par exemple la 5e bière la plus vendue par le Systembolaget.